# Gerald Ciolek

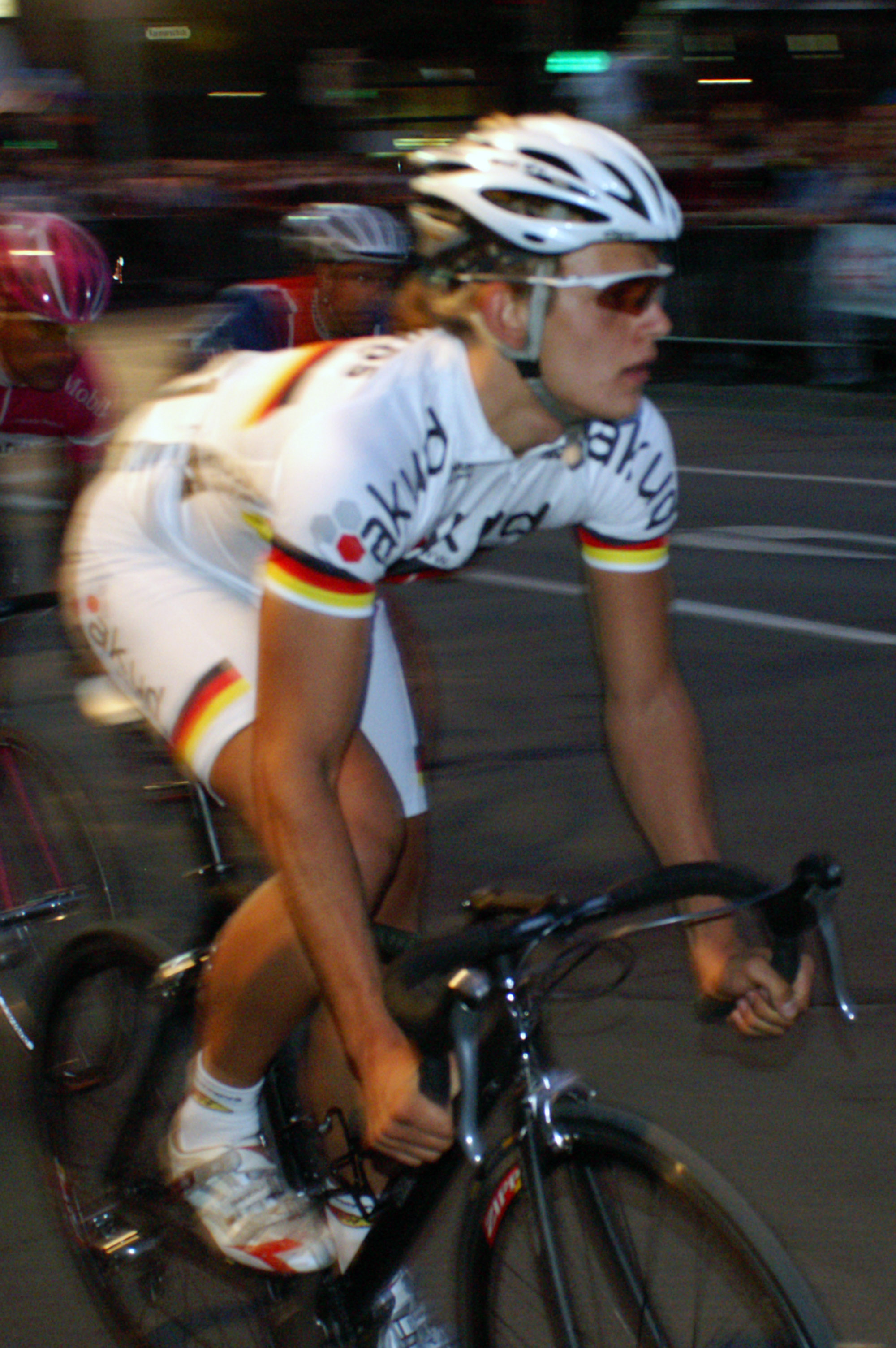
Gerald Ciolek al critèrium alemany Nacht von der Hannover Stadt

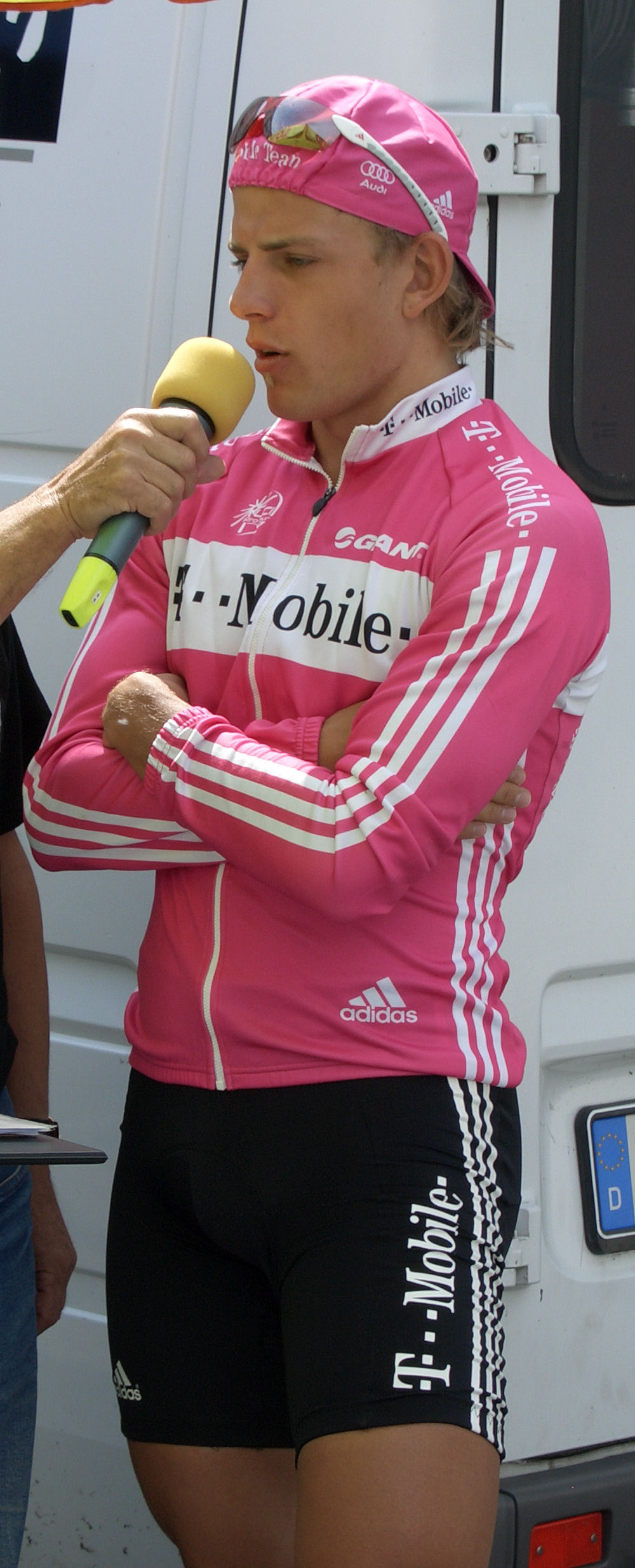
Gerald Ciolek

Gerald Ciolek (Colònia, 19 de setembre del 1986) és un ciclista alemany. Va saltar a la fama quan es va convertir en el campió d'Alemanya en ruta més jove en superar Robert Förster i Erik Zabel l'any 2005.

## Biografia
Ciolek va passar a professionals el maig del 2005 amb l'equip AKUD Arnolds Sicherheit, i va fer una molt bona temporada. En guanyar el Campionat nacional en ruta, va acabar amb un domini de dotze anys del T-Mobile Team. A més, va aconseguir tres victòries a la Volta a Hongria i una etapa al Mainfranken Tour.
El 2006 Ciolek va acabar la seva formació a la Ford Motor Company i va poder dedicar-se al ciclisme a temps complet. Va estar fort durant tota la temporada, aconseguint bons resultats. Va batre alguns dels millors esprinters del pilot UCI ProTour, com ara l'alemany Erik Zabel. Va aconseguir la seva primera victòria ProTour en guanyar una etapa del Deutschland-Tour. També es va convertir en campió del món sub-23 a Salzburg.
El 2007 va canviar d'equip i va passar a córrer a l'equip T-Mobile. En aquest equip va aconseguir 10 victòries, destacant la general de la Rheinland-Pfalz Rundfahrt i tres etapes de la Volta a Alemanya. Aquesta bona temporada li serví per fitxar pel Team High Road, però la progressió experimentada en anys anteriors quedà aturada.
El 2009, a les files del Team Milram aconseguí el que fins avui és la seva principal victòria en una gran volta, en guanyar una etapa de la Volta a Espanya.
El 2013, en una accidentada Milà-Sanremo per culpa de la neu que obligà a neutralitzar una part de la cursa, es proclamà vencedor de la classicissima en imposar-se a l'esprint a Peter Sagan i Fabian Cancellara.

## Palmarès
- 2004
  - Vencedor d'una etapa de la Volta a la Baixa Saxònia júnior
- 2005
  -  Campió d'Alemanya en ruta
  - Vencedor de 3 etapes de la Volta a Hongria
  - Vencedor d'una etapa del Mainfranken Tour
- 2006
  -  Campió del món en ruta sub-23
  - 1r a la Rund um den Nürnberger Altstadt
  - Vencedor d'una etapa de la Volta a Alemanya
  - Vencedor d'una etapa de la Istrian Spring Trophy
- 2007
  - 1r a la Rheinland-Pfalz Rundfahrt, 1r de la classificació dels joves i dels esprints
  - Vencedor de 3 etapes de la Volta a Alemanya
  - Vencedor de 2 etapes de la Volta a Àustria
  - Vencedor d'una etapa de la 3 Länder Tour
  - Vencedor d'una etapa de la Niedersachsen-Rundfahrt
- 2008
  - Vencedor de 2 etapes de la Bayern Rundfahrt
  - Vencedor d'una etapa de la Volta a Alemanya
- 2009
  - 1r al Trofeu Calvià
  - Vencedor d'una etapa de la Volta a Espanya
- 2010
  - Vencedor d'una etapa a la Volta a Baviera
- 2012
  - Vencedor d'una etapa a la Volta a l'Algarve
- 2013
  - 1r a la Milà-Sanremo
  - Vencedor d'una etapa dels Tres dies de Flandes Occidental
  - Vencedor d'una etapa a la Volta a Baviera
  - Vencedor d'una etapa a la Volta a Àustria
  - Vencedor d'una etapa de la Volta a la Gran Bretanya
- 2014
  - Vencedor d'una etapa a la Volta a Andalusia

### Resultats al Tour de França
- 2008. 106è de la classificació general
- 2009. 126è de la classificació general
- 2010. 133è de la classificació general
- 2011. 150è de la classificació general

### Resultats a la Volta a Espanya
- 2009. Abandona (18a etapa). Vencedor d'una etapa
- 2014. 139è de la classificació general

### Resultats al Giro d'Itàlia
- 2011. Abandona (13a etapa)